# Историја словенобугарске
Историја словенобугарске је први ренесансни рад бугарске историографије који је написао Пајсије Хиландарац у Хиландарској манастиру и манастир Зограф у периоду од 1760. до 1762. године.
У Хиландару је бугарски монах Пајсије написао чувену Историју. Бугари су значајно допринели очувању духовног живота у манастиру, посебно прилозима после великих пожара 1722. и 1776. године. У манастир је 1765. године дошао и српски просветитељ Доситеј Обрадовић (1742—1811) који је оставио сведочанство о спору Срба и Бугара око управе над манастиром. Од краја XVIII века манастиром престаје да управља игуман; од тада се игуманом манастира сматра чудотворна икона Богородице Тројеручице. Игуман почиње да се поново бира тек од 1991. године.
Рад Пајсија је обојен огромном патриотском енергијом. Али то није изолована појава. О бугарској историји писали су католички духовници Мавро Орбини и Петар Богдан Бакшев у 17. веку, Христофор Жефаровић – зограф и књижевник и францискански монах Блазиус Клајнер у 18. веку и др.